# لری استورچ
لری استورچ (انگلیسی: Larry Storch; ۸ ژانویهٔ ۱۹۲۳ – ۸ ژوئیهٔ ۲۰۲۲) یک هنرپیشه و صداپیشه اهل ایالات متحده آمریکا بود.
از فیلم‌ها یا برنامه‌های تلویزیونی که وی در آن نقش داشته‌است می‌توان به مسابقه بزرگ، فرودگاه ۱۹۷۵، سکس و دختر تنها و سکوت ژامبون‌ها اشاره کرد.